# Midvinter, Masketid
|  | Denne artikel er oprettet af botten PalnaBot ud fra en ekstern database. Den kan derfor have sproglige fejl eller mangler. Denne skabelon kan fjernes efter kontrol af indholdet. |

Midvinter, Masketid er en film instrueret af Carsten Bregenhøj.

## Handling
Maskeskikke er ikke bare karneval i Rio - Norden har også en maskekultur. Dette er fortællingen om en nordisk tradition, der lever videre i det moderne samfund blandt beboere på småøer, i afsides dale eller områder med stærk lokalkultur. Den nordiske maske hører midvinteren til, og den går meget langt tilbage i tiden.